# Dimosthénis Tampákos
Dimosthénis Tampákos (en grec moderne : Δημοσθένης Ταμπάκος), né le 12 novembre 1976 à Thessalonique est un gymnaste grec. Il est champion olympique aux anneaux aux Jeux olympiques de 2004 à Athènes ainsi que champion du monde aux anneaux en 2003.

## Palmarès

### Jeux olympiques
- Sydney 2000
  -  médaille d'argent aux anneaux

- Athènes 2004
  -  médaille d'or aux anneaux

### Championnats du monde
- Tianjin 1999
  -  médaille de bronze aux anneaux

- Anaheim 2003
  -  médaille d'or aux anneaux

### Championnats d'Europe
- Saint-Pétersbourg 1998
  -  médaille de bronze aux anneaux

- Brême 2000
  -  médaille d'or aux anneaux

- Patras 2002
  -  médaille d'argent aux anneaux

- Ljubljana 2004
  -  médaille d'or aux anneaux